# Andronico Ducas (figlio di Costantino X)
Andronico Ducas (greco antico: Ἀνδρόνικος Δούκας, Andronikos Doukas; 1057 – 1077 o dopo il 1081) è stato un imperatore bizantino, co-regnante durante il regno del suo patrigno Romano IV Diogene.

## Biografia
Andronico Ducas nacque nel 1057 dall'imperatore bizantino Costantino X e da sua moglie, Eudocia Macrembolitissa. Era noto come un uomo dedito allo studio, ed ebbe come precettore il celebre Michele Psello, che dopo la sua morte ne compose l'elegia.
Era tanto devoto allo studio quanto disinteressato agli affari di stato, tanto da essere l'unico, dei tre figli di Costantino, a non essere elevato a co-imperatore, e quindi a non prendere parte alla breve reggenza fra la morte di Costantino a metà 1067 e l'ascesa di Romano IV Diogene, salito al trono sposando la vedova Eudocia il 1º gennaio 1068. Romano, malgrado le inclinazioni di Andronico, decise di elevarlo a co-imperatore insieme ai due figli che aveva avuto da Eudocia, Leone e Niceforo. Il motivo era probabilmente politico: Romano, spartendo il potere fra più personaggi di facciata, intendeva indebolire la posizione di Michele VII, primogenito di Costantino X ed Eudocia, a favore della sua. In più, quando lasciava Costantinopoli, Romano era solito portare Andronico con sé come ostaggio ufficioso.
Durante il breve regno di suo fratello Michele VII Andronico continuò a essere co-imperatore, ma sembra che non svolse mai alcun ruolo in questa veste. Ciononostante, alcuni elenchi antichi lo includono come imperatore a pieno titolo fra Romano IV e Michele VII.
La data di morte di Andronico è incerta: solitamente viene posta dopo il 1081, ma un'opinione minoritaria ritiene che morì all'inizio del 1077, perché non è nominato fra coloro che presero parte alla difesa di Costantinopoli dall'invasione di Niceforo III Botaniate quello stesso anno.
Secondo l'elegia di Psello, Andronico era sposato al momento della sua morte, ma non aveva discendenti in vita. La sua vedova morì poco dopo, secondo Psello di dolore.